# 外滩中央广场
外滩中央广场是位於中華人民共和國上海市黃浦區江西中路、九江路、四川中路和南京东路合圍區域的廣場，該地為黄浦区179号街坊，总占地面积近1万平方米，廣場四周有中央商场、美伦大楼、新康大楼和华侨大楼，外滩中央广场上方是一個玻璃穹顶，分別與四幢大樓相連，面積近4000平方米，璃穹顶上镶嵌着12000盏Led灯珠。外滩中央广场由上海外滩投资开发集团投资开发，上海建工二建集团施工，2014年开工建设，一期於2017年9月底對外開放，2021年大體建成。2021年7月16日，玻璃穹顶建成。